# 森特斯塔爾 (阿拉巴馬州)
森特斯塔爾（英語：Center Star）是一個位於美國阿拉巴馬州勞德代爾縣的非建制地區。該地的面積和人口皆未知。

## 地理
森特斯塔爾的座標為34°51′41″N 87°27′20″W / 34.86139°N 87.45556°W，而該地的平均海拔高度為204米（即669英尺）。